# Praehelichus
Praehelichus é um género de escaravelho aquático da família Dryopidae, descrito por Löbl & Smetana em 2006.

## Espécies
- Praehelichus asiaticus, Motschulsky, 1845
- Praehelichus sericatus, Waterhouse, 1881
- Praehelichus sinensis, Fairmaire, 1888
- Praehelichus solskyi, Zaitzev, 1908